# Чирков, Афанасий Михайлович
Афана́сий Миха́йлович Чирко́в (1887, дер. Княгино, Вологодская губерния — 1959, Новочеркасск) — советский государственный и партийный деятель.

## Биография
Родился в деревне Княгино Сольвычегодского уезда Вологодской губернии.
В 1903 году окончил 2 курса Тотемской учительской семинарии; 
в том же году вступил в РСДРП. 
Окончив Казанское речное училище, работал слесарем в судоремонтных мастерских в Михайловском затоне около Великого Устюга, с 1907 года — в Архангельске.
Участник революции 1905—1907 годов. В 1909 году арестован, осуждён к административной высылке под гласным надзором полиции в Архангельскую губернию; амнистирован 6 (19) марта 1917 года.
Участник Первой мировой войны, награждён Георгиевским крестом 4 степени.
С 5 (18) марта 1917 по май 1918 года — первый председатель Котласского комитета РСДРП(б) / РКП(б), одновременно с 16 (29) марта 1917 по 1 марта 1919 года — председатель Котласского Совета — Исполнительного комитета Котласского городского Совета.
Участник Гражданской войны; с июля 1918 по март 1919 года — военком Северо-Двинской флотилии, затем — начальник Северо-Двинского губернского лесного комитета.
С сентября 1922 по июль 1924 года — ответственный секретарь Областного комитета РКП(б) Автономной области Коми (Зырян).
В 1924—1932 годы — на хозяйственной работе, в том числе руководил предприятиями. С 25 декабря 1932 по 22 декабря 1937 года — Главный Государственный арбитр Карельской АССР. С декабря 1937 года — народный комиссар местной промышленности Карельской АССР.
В 1941—1943 годы находился на подпольной работе в Новочеркасске.
После войны — на советской, партийной и хозяйственной работе в Новочеркасске, где и умер.
Избирался делегатом XII (1923) и XIII (1924) съездов РКП(б), XIII конференции РКП(б) (1924).